# Петов-Штеген
Петов-Штеген (нем. Pätow-Steegen) — община в Германии, в земле Мекленбург-Передняя Померания.
Входит в состав района Людвигслуст. Подчиняется управлению Хагенов-Ланд.  Население составляет 392 человека (на 31 декабря 2010 года). Занимает площадь 10,66 км².
Коммуна подразделяется на 3 сельских округа.